# نادي الأردن لكرة القدم
نادي الأردن هو نادي أردني لكرة القدم، وهو أول نادي رياضي تأسس في إمارة شرق الأردن عام 1928 وعرف حينذ باسم "نادي الأردن" واقتصر على لعبة كرة القدم. لعب أولى مبارياته الخارجية مع فريق نادي بردى السوري في نفس العام وخسر بنتيجه 7-3 ، شكّل بعض أعضاء الفريق نادٍ جديد باسم "نادي الأمير طلال" عام 1933، وسبقه عام 1929 تأسيس النادي الشركسي إلا أن الأندية الثلاثة انحلت لأن معظم أعضائها من الطلبة الذين كانوا يدرسون في الخارج عام 1940 اعيد تأسيس نادي الأردن، إلا أنه ما لبث أن لغى نشاطه في كرة القدم بسبب ظروف مختلفة واهتم بالأنشطة الثقافية والاجتماعية، حيث استضاف الكثير من الشعراء والأدباء المعروفين، على مستوى الوطن العربي 

## الأنشطة الرياضية الأخرى
- نادي الأردن لكرة السلة

## مقر النادي
كان مقرّ النادي يقع في شارع الرضا قرب البنك الأهلي بقاع المدينة في عمّان، إلا أنه لم يستقرّ في موقع واحد، بل انتقل إلى مقر آخر في أواخر الأربعينات يقع أول طلوع جبل الحسين، ثم انتقل المقر مرة أخرى إلى عمارة عاكف الفايز في شارع الشابسوغ، وإلى مقر آخر في آخر نفس الشارع قرب أمانة العاصمة، وانتقل النادي كذلك إلى سوق السكر، وبعد ذلك قرب حاووز اللويبدة، واخيراً قرب مدرسة تراسنطة منذ أواخر ستينات القرن العشرين

## تشكيلة النادي
لعب لنادي الأردن عام 1928 في بداياته كلٌ من: مصطفى عليان العطيات، فوزي عز الدين المغربي، رشاد المفتي، إبراهيم حاج عمر، مصطفى فارس (حارس مرمى)، حسين سراج (حارس مرمى)، قاسم أبو شل، قاسم الروسان، محمد شريف، بشارة يوسف، محي الدين حسن، عبد الرحمن سنو، زكي خورشيد، حسني يوسف، محمد نور جنبلاط، محمود خير، أنطوان باسيل، رضوان النابلسي، ياسين الخياط، حمدان العلي، بطرس مينا، كنج شكري، رفعت المفتي، محمد علي رضا، بشير خير فريد السعد، بدري ديب خير، جمال أبو عزام، زهدي عصفور، مصطفى سيدو الكردي، ومحمد المغربي 
أما اللاعبون الذين تكون منهم الفريق عند حصوله على بطوله الدوري فكانوا: نادر السعودي وحسن السعودي وفريد عويميرن ونجيب فاخوري وإبراهيم الهقش وضافي الجمعاني وهاشم البلبيسي وسليمان الطوبل ومازن العجلوني وصالح البغدادي وأشرف عمر 

## روابط خارجية
- شعار نادي الأردن لكرة القدم عند اعادة تأسيسة

## انظر ايضا
- الرياضة في الأردن
- جرش
- نادي بلعما الرياضي
- نادي مغير السرحان
- الدوري الأردني للمحترفين
- نادي بردى